# Dana älv
Dana älv är en äldre benämning på ett av Östersjöns utlopp – dåtida Ancylussjöns utlopp. Idag motsvarar området delar av Stora bält.
Det anses vara lite oklart om det varit ett sötvattensutlopp här eller inte.